# 海南地理
海南省位于中国最南端，邻南地区省份之一，也是当今(中南地区)华南区域范围内的省份，中国唯一全部位于热带省份、中华人民共和国海洋面积最大、陆地面积最小的省，省会位于海口市。海南省在地理上可分为海南岛和南海诸岛，总陆地面积3.54万平方公里，海域面积200万平方公里。海南岛形状像一个椭圆的雪梨，海南省海岸线总长1944.35千米。
海南省全境属于海洋性热带季风气候，长夏无冬，年平均气温23~25℃，光温充足。海南岛入春早，全年没有霜冻，冬季较为温暖，水稻可以三熟。

海南省剪影，其中右下为海南省全图，左上为海南岛

海南岛四周低平，中间高耸，呈倒扣碗狀。由山地、丘陵、台地、平原构成环形层状地貌，梯级结构明显。海拔超过1500米的山峰有10座。最高峰是五指山，海拔1867.1米。河流大多发源中部山地，呈放射状分布。岛上河流共有214条，入海的河流有154条。

## 地理位置

### 概括
海南省位于中国最南端，在邻南地区省份之一，也是当今中国(中南地区)华南区域范围内的省份，中国唯一全部位于热带省份。海南省北与广东省对望，西临北部湾与越南相对，东与菲律宾、台湾相望，南望文莱、马来西亚、印度尼西亚。海南岛，是海南省陆地的主体，西起108°37′E的鱼鳞角，东至111°03′E的铜鼓角，北自20°10′的海南角（木兰湾木兰头），南到18°10′的锦母角，总面积3.39万平方千米，占海南省陆地面积的99.7％。 
海南省宣称的管辖范围，除了海南岛外，还有周围300个岛屿，以及南海诸岛中的西沙群岛、中沙群岛和南沙群岛的岛屿、砂洲、暗沙、暗礁、暗滩及其海域。中沙群岛大部分岛淹没于水下，仅黄岩岛露出水面。西沙群岛有29座岛屿露出水面。南沙群岛位于南海的南部，是三个群岛中分布最广和暗礁、暗沙、暗滩最多的群岛，陆地面积仅2平方公里，其中曾母暗沙是海南最南端领土，也是中国最南端的领土。
海南岛位于海南省的西北部，岛的轮廓形状像一个椭圆形的大梨，东北至西南长约290公里；西北至东南宽约180公里。海南省海岸线总长1944千米。

### 经纬
海南省是中国实际管辖面积跨越纬度最大的省份，海南省地理位置介于东经108°37′～117°50′北纬3°30′～20°18′。
其中，海南岛介于东经108°37′～111°03′，北纬18°10′～20°10′之间；西沙群岛位置介于北纬15°46′～17°08′东经111°11′～112°54′之间；中沙群岛位置介于北纬13°57′～19°33′，东经113°02′～118°45′之间；南沙群岛位置介于北纬3°35′～11°55′东经109°30′～117°50′之间。

#### 四至
| 四至 | 位置                 | 经纬度                                                |
| ---- | -------------------- | ----------------------------------------------------- |
| 北   | 文昌市木兰头         | 20°09′45.0″N 110°41′16.4″E / 20.162500°N 110.687889°E |
| 东   | 三沙市西沙区黄岩岛   | 15°07′58.4″N 117°50′52.4″E / 15.132889°N 117.847889°E |
| 南   | 三沙市南沙区曾母暗沙 | 3°58′26.0″N 112°20′56.0″E / 3.973889°N 112.348889°E   |
| 西   | 东方市八所镇         | 19°06′02.5″N 108°36′45.0″E / 19.100694°N 108.612500°E |

| 四至 | 位置               | 经纬度                                                |
| ---- | ------------------ | ----------------------------------------------------- |
| 北   | 文昌市木兰头       | 20°09′41.5″N 110°41′05.1″E / 20.161528°N 110.684750°E |
| 东   | 文昌市铜鼓角       | 19°38′33.8″N 111°02′32.4″E / 19.642722°N 111.042333°E |
| 南   | 三亚市吉阳区锦母角 | 18°09′31.8″N 109°34′27.2″E / 18.158833°N 109.574222°E |
| 西   | 东方市八所镇       | 19°06′02.5″N 108°36′45.0″E / 19.100694°N 108.612500°E |

## 地形地貌地质

### 岛上地貌地质

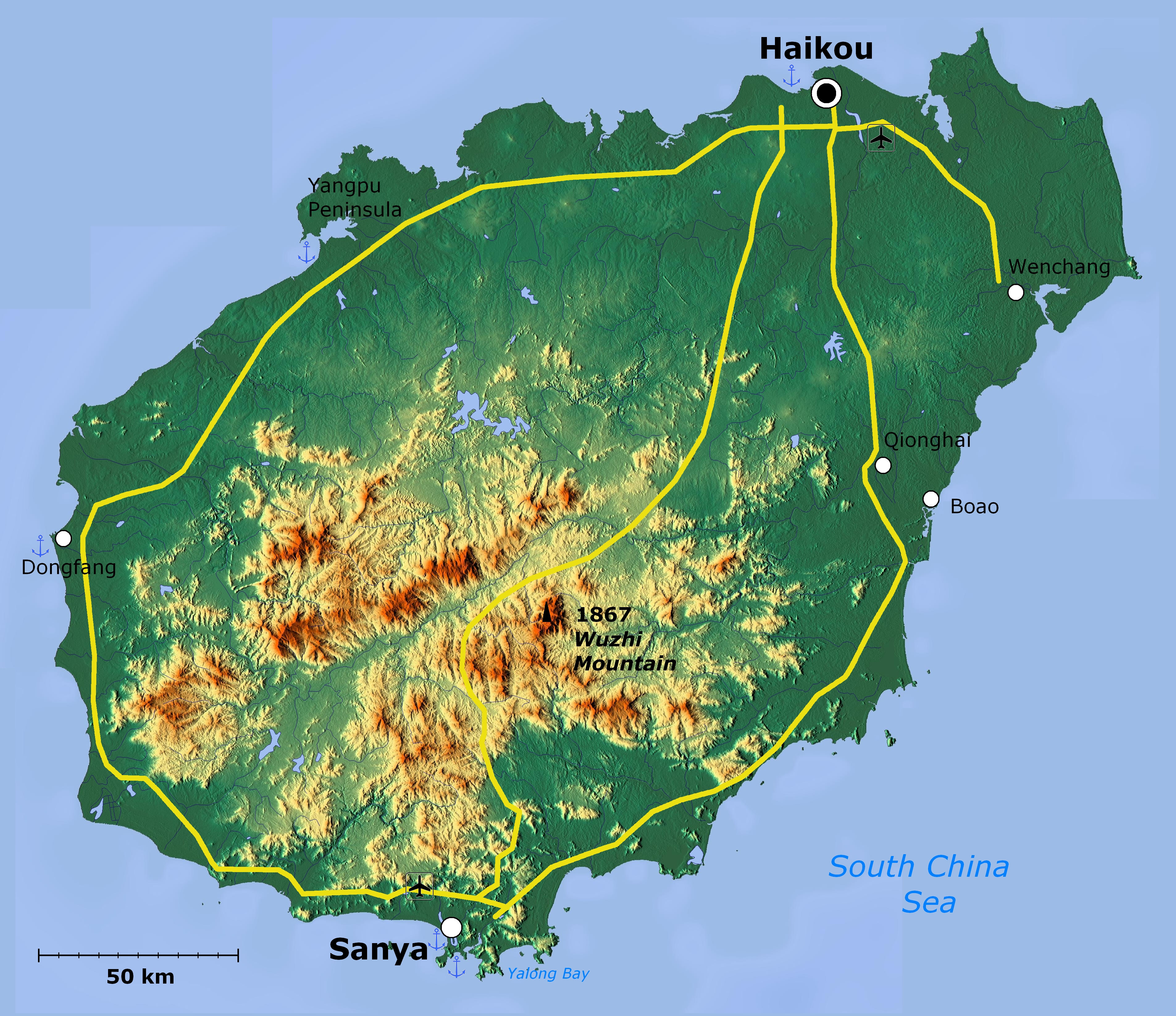
海南地形图

海南岛地形是中高四周低，以琼州海峡为界与大陆隔开。呈一倒扣碗状。以五指山、鹦哥岭为中心，向着外围逐级下降，由山地、丘陵、台地、平原构成层状环形地貌，结构明显。海南岛的山脉大多在500～800米之间，667座海有千米的山，10座山峰海拔超1500米。有五指山(1867.1m)、鹦哥岭(约1812m)、猴猕岭（约1655m）、马或岭(约1548m)、雅加大岭(约1519m)、霸王岭(约1512 m)、三角山(约1499m)等著名的山。其中最高峰是五指山，海拔1867.1米。
海拔高度500米以上的山地占海南岛面积的25.1％；环山丘陵带占海南岛13.1％；台地占海南岛32.1％；沿海平原占海南岛的11.7％；阶地占11.2％。海南山脉大体上可分為都是东北—西南走向三大山脉:
五指山山脉：位于岛中部，有五指山、吊罗山、马岭、七指岭、马咀岭等山峰，主峰五指山海拔1867.1米，是海南岛最高的山峰。
黎母山脉：位于五指山西北，有鹦哥岭、黎母岭、尖峰岭、猴猕岭等山峰，主峰鹦哥岭海拔1811.6米，為海南第二高峰。
雅加大岭山脉：位于岛西部，有霸王岭、雅加大岭等山为主要的山峰，主峰海拔1519.1米。

#### 著名山峰

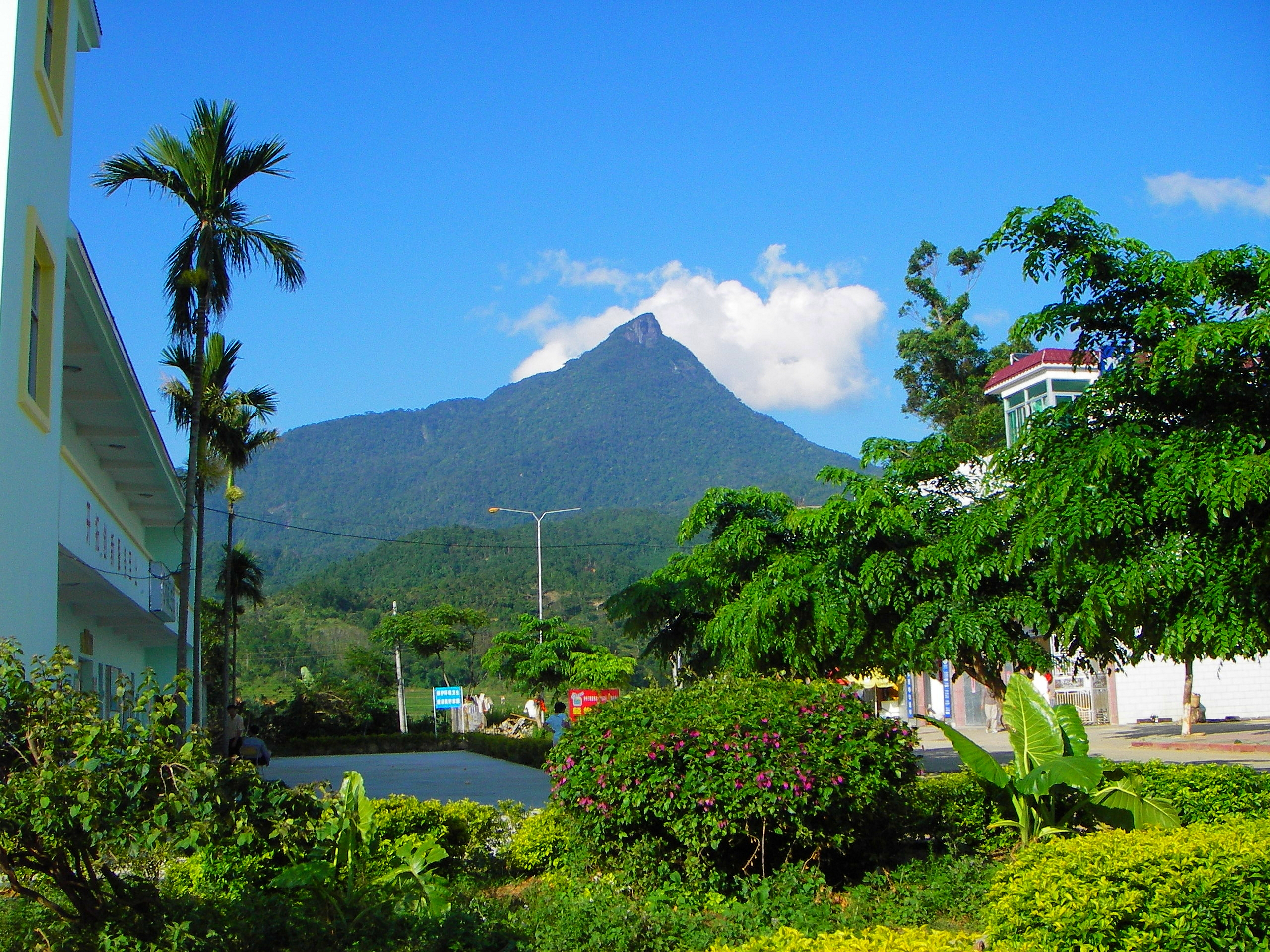
五指山
主条目:五指山

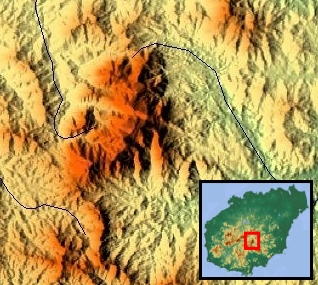
五指山地形图

 在海南岛中部的五指山市与琼中黎族苗族自治县交界处，是海南省第一高山。山脉呈现东北—西南走向，盆地与丘陵错落分布在山脊的两侧，五峰形如手掌，因此被称为五指山。山体主要由红色粗粒花岗岩或花岗闪长岩构成。山势从一指到第五指由西往东排列并渐趋平缓，五指山的最高峰是二指，在一峰二峰之间，海拔1867.1米。千米以上的山脊延展有15千米，山顶和缓面在1100～1200米处和1500～1600处，还有1000米、800米、700多米的和缓面以及较低的广谷地；山体肩状坡面伸展出去就是齐顶的丘陵地，丘陵间有较为宽广水田，从而形成小的盆地；河流回环形成盐流地形，峡谷谷底呈梯级下降，冲蚀出来许多壶穴，壶穴底部分布很多圆石块，溪谷中较多瀑布与壶穴相间发育，成为地形独特、风光旖旎的自然景观。
尖峰岭
主条目:尖峰岭
中国海南省南部乐东黎族自治县境内。以山地为主。为独立的山体。以坚硬的花岗岩和石英砂岩构成，最高峰海拔1412米，峰顶呈尖状，因此被称为尖峰岭。在尖峰岭附近千米以上高峰就多达80座。在尖峰岭中就有山顶天池、宽广谷地或者小盆地，谷底平缓，有河漫滩发育，土地肥沃，生长茂盛而珍贵的热带雨林。尖峰岭有国家级自然保护区。
吊罗山
主条目:吊罗山
位于五指山脉东南部，是一块独立山地，高1184 米，由花岗岩和闪长岩构成。山地庞大，三角山(约1499m)为最高峰，在吊罗山两端，山势陡峻，周围千米高峰有37座，峰体为细粒花岗岩。有10多座齐顶山峰，森林植被茂密，是海南省一座热带天然林宝库。
霸王岭
主条目：霸王岭
位于昌江黎族自治县境内，高1512米，山体以细粒花岗岩为主。山顶面上地形平坦，风化层较厚，峰峦起伏，原始森林茂密，野生动植物资源丰富。
黎母岭
主条目：黎母岭
黎母岭位于琼中黎族苗族自治县的境内，最高峰1411米。比五指山脉长，止于昌化江。谷底乎缓，西北坡则呈阶梯状。山顶发源流下的溪涧多形成小瀑布，盆地中曲流蜿蜒。出小盆地后河谷成峡，形成较大瀑布。
海岸山峰
有鹿回头岭、铜鼓岭、南山、大牛岭等，而海拔最高的为大牛岭，高度为976米。

#### 丘陵台地
丘陵占海南岛面积的13．1％。常见的丘陵为450 米、350米、250米三级。丘陵之间的盆地，如白沙盆地、屯昌盆地、乐东盆地和琼海石壁盆地等，有充足雨量和河水，土质好，还具备防风条件，有利于发展经济作物。
台地在海南岛各类地貌中所占是比例最大的，约占全岛面积的三分之一。台地主要分布在琼北地区，儋州市那大镇附近有剥蚀台地，是花岗岩、花岗闪长岩组成，也有片麻岩、千枚岩、砂岩、薄层灰岩等在石炭纪以前的变质岩而成。沿海台地多由浅海在第三纪末沉积物披盖，基底主要为红层。台地的山丘多由坚硬石英岩脉沿南北走向或东北—西南走向侵入而成，海南岛台地类型多样，有玄武岩台地、花岗岩台地、红岩台地、变质岩台地，其中玄武岩台地面积最大，达4159平方千米，占海南岛台地总面积将近四成。在玄武岩台地上，分布着火山熔岩地貌，由于地质史上第三纪至第四纪的新构造运动时期，雷琼地区火山活动频繁，火山有101个，喷火口有110多个。

#### 平原沿海
沿海平原是海南岛地貌最外一环，面积大约7800多平方千米，由海岸平原、潟湖平原、三角洲平原3种地貌共同组成。除了平原，海南岛还有小面积的热带海岸，地貌主要是砂堤堆积、海滩岩、红树林海岸、珊瑚礁海岸、港湾地貌5类。

### 海域地貌地质

#### 群岛地貌地质

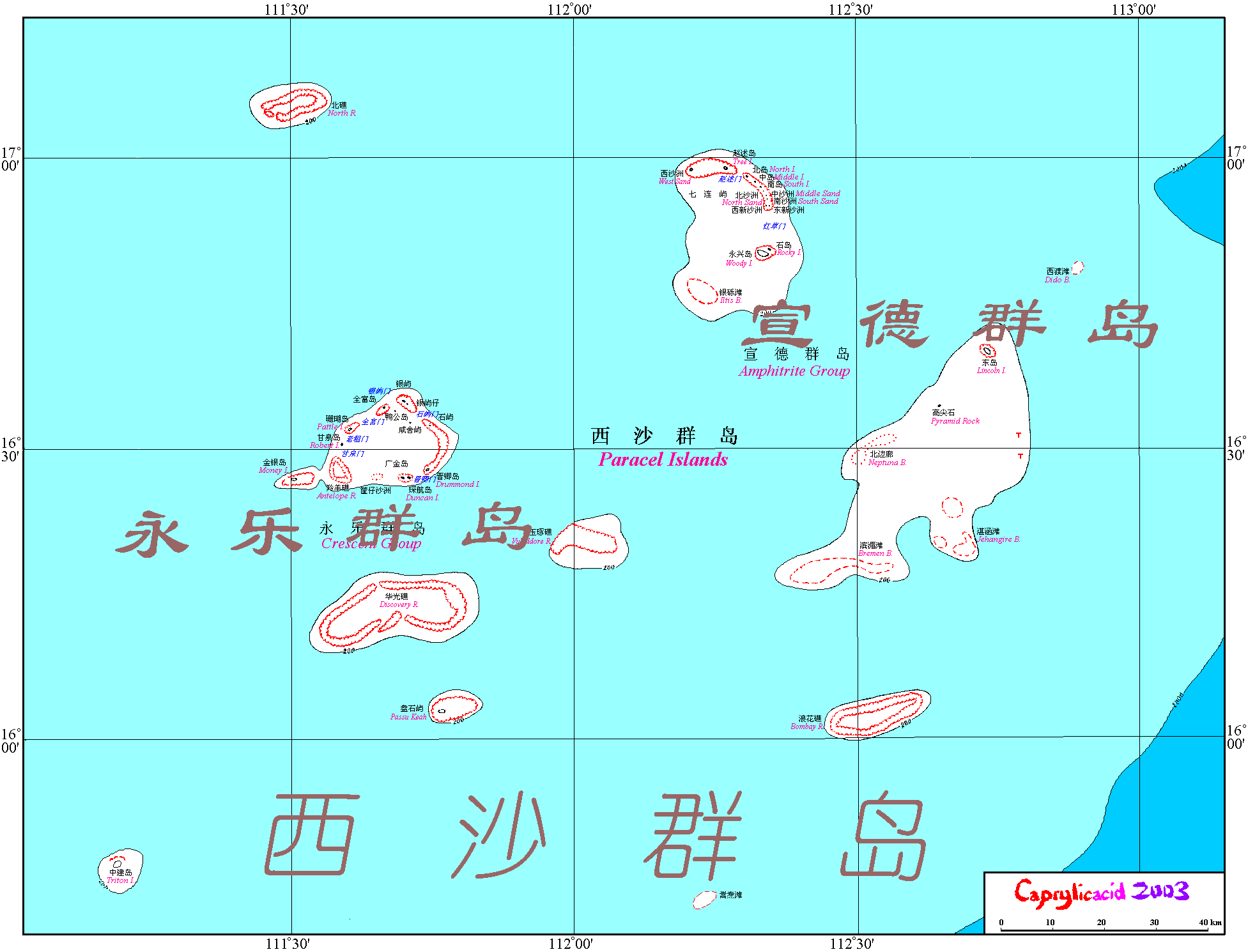
西沙群岛
主条目:西沙群岛
西沙群岛位于海南岛东南台阶式大陆坡上，有29个岛屿，砂岛为主礁岛最小，高尖石岛是火山岩岛，由火山角砾岩组成；7个砂洲和10多个暗礁暗滩。除高尖石岛不是生物岛礁屿外（超基性火山岩岛），剩下的都是生物岛礁屿。西沙群岛珊瑚礁林立，有8座环礁，1座台礁，1座暗礁海滩，干出礁（高度在大潮高潮面以下、深度基准面之上的孤立岩石或珊瑚礁）礁体面积共有1836.4平方公里，其中礁坪面积221.6平方公里，礁湖面积1614.8平方公里。
中沙群岛
主条目：中沙群岛
中沙群岛主体是一座庞大的珊瑚环礁。环礁的周缘隆起较高，礁环有几十座之多。中沙大环礁东面的民主礁，是一个近似等腰三角形的大环礁，三角环礁底边为西北走向，周围散布有数百块礁石，底边南、北两端礁块最为密集。北端礁块即北岛，南端即南岛，共同称为黄岩岛，是中沙群岛唯一露出水面的岛屿。
南沙群岛
主条目:南沙群岛

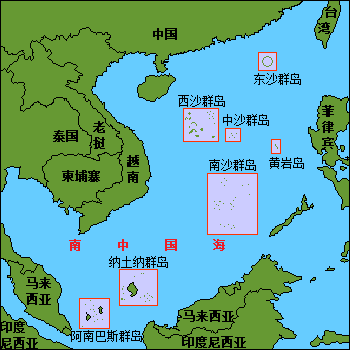

南海的地质构造比较复杂，主要以大陆架、大陆坡、中央海盆三个部分呈环状分布。其中南沙群岛形成于南海陆坡区的南沙台阶上，处于多山的海底高原上。南沙群岛大小岛礁一共有200多个，一般按照岛礁屿在海面上下的位置分为五类：岛、砂洲、暗礁、暗沙、暗滩等。珊瑚岛礁可划分为环礁、台礁、塔礁、礁丘、点礁等；环礁类为多，并以大型环礁为主；塔礁及礁丘较少。南沙群岛一共有56座环礁，36座台礁，3座陆架礁丘，18座其他类型的礁体。南沙群岛跨过四个地貌与地质构造单元，分别是：
- 南部的曾母暗沙与南、北康暗沙位于北巽他大陆架东北部，构造上属西北加里曼丹地槽的一部分；
- 东部的舰长礁、指向礁、都护暗沙与保卫暗沙等，则位于南沙海槽西北坡，与加里曼丹岛、巴拉望岛相望；
- 西北的礼乐滩、双子群礁以北，渚碧岛、永暑岛与日积礁，属于南海中央深海盆地。
- 群岛的大部分处于多山的海底高原，大小海山顶部有许多珊瑚礁，并且大都形成环礁，少数为台礁。[21]

#### 海域地质地貌
主条地质目:南海

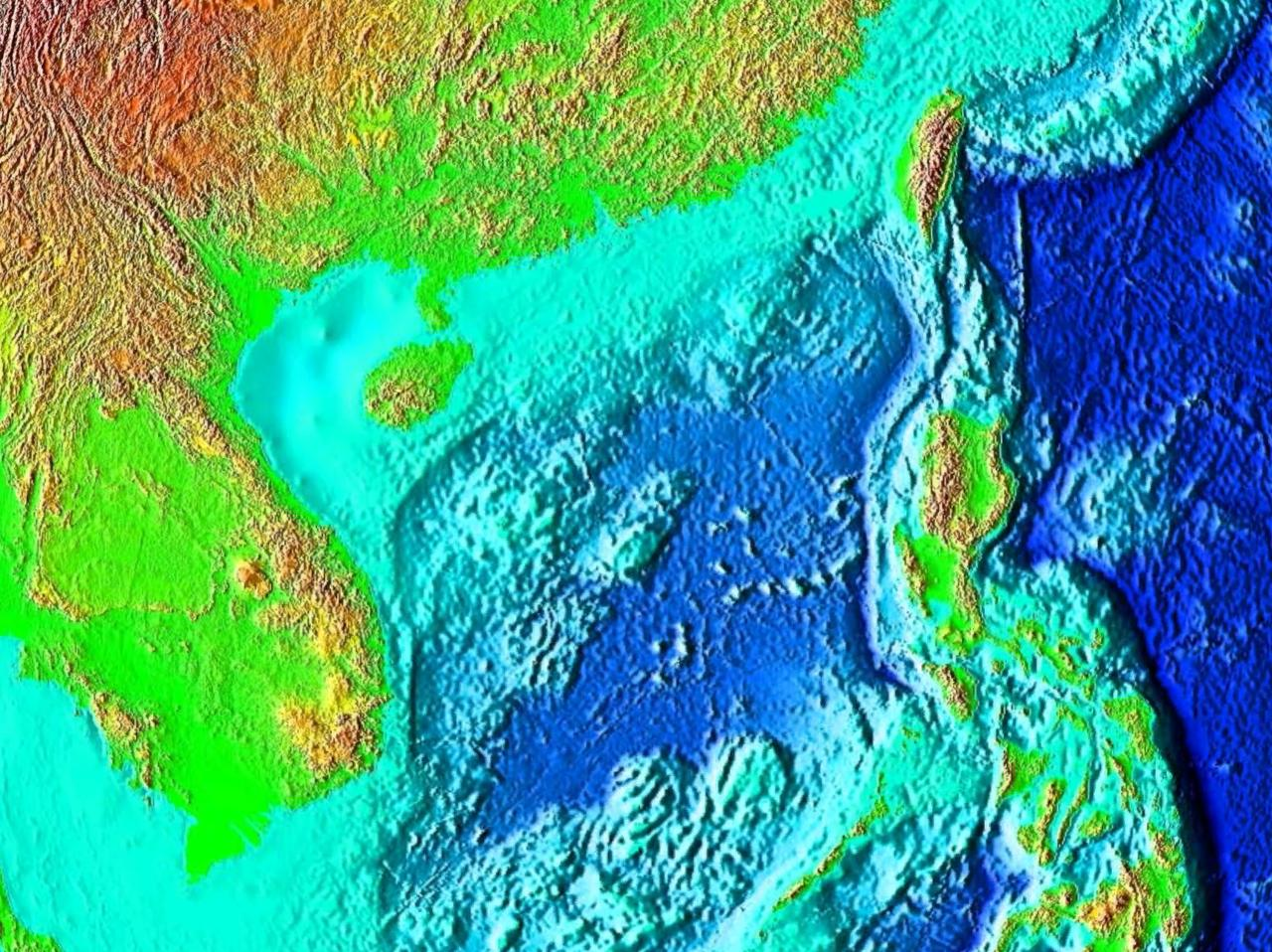
南海东北部海底地形

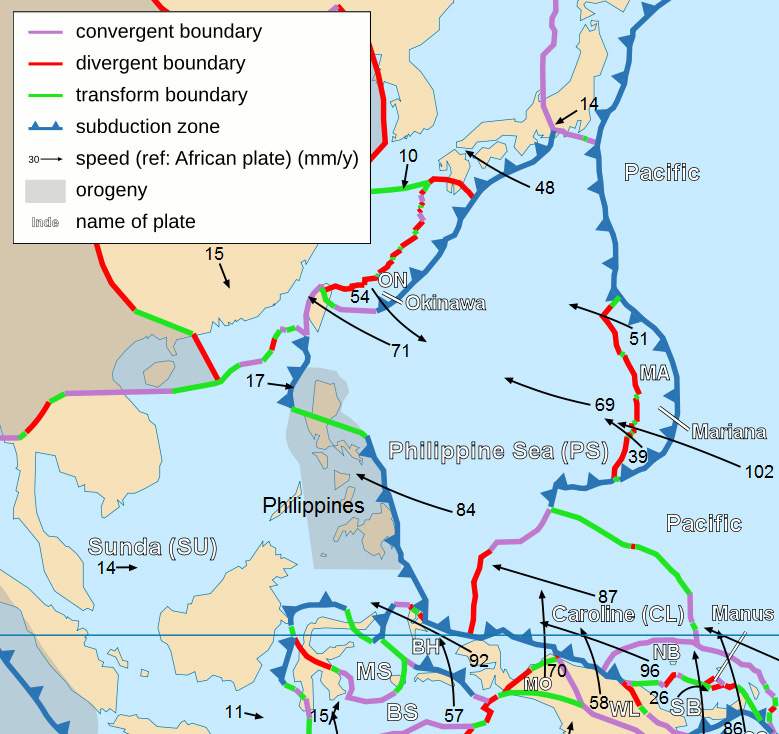
马尼拉海沟

从海底的外围至中心顺次为大陆架、大陆坡、中央海盆。南海南北大陆架平缓宽阔，东西大陆架狭窄陡峻。 南海海底的总特点是北、西、南部是浅海大陆架；东部是狭窄陡峭的岛架，外缘是临海沟海槽；中央为深水海盆，盆底为平原。海底中心最深部分即中央的深海盆地，平均水深约4000米，最深处为马尼拉海沟，约有4577米。是中沙群岛与菲律宾群岛自然地理的分界。
   按照地貌成因以及形态，和南海诸岛的分布情况，可以将南海海底划分为9个地貌区。分别为北部堆积型陆架区、北部断裂阶坡区、西部堆积—侵蚀型陆架区、西部断裂阶坡区、南部堆积型大陆架区、南部分割高原陆架区、东部侵蚀—堆积型岛架区、东部断裂沟脊岛坡区、中央深海平原区。

## 板块

### 概括
海南岛处于欧亚板块、太平洋板块、澳—印板块交汇处，地壳运动活跃。自中元古代以来，在（时间顺序）中岳运动、晋宁运动、加里东运动、海西运动、印支运动、燕山运动、喜马拉雅运动和第四纪冰川活动等构造运动影响下，造成雷琼之间发生不止一次断陷，使得海南岛与大陆分离，形成岛屿，并分别留下各自的构造形态。海南岛东西向的九所—陵水构造带为界，以北到王五—文教断裂带之间的地区属五指山褶皱带；以南的三亚地区和南海海域广大地区属南海地台；王五—文教断裂带以北至琼州海峡属雷琼断陷。南海在欧亚板块、印—澳板块、太平洋板块的交汇处，属西太平洋边缘。

### 板块演变
大约4．4亿年前(早古生代)，当时雷琼地区地壳下降，形成一片汪洋大海。后来在地壳上发生全球性的加里东运动，海陆变迁，海水退出，上升为陆地。到了距现3．3亿年(密西西比世)，海南地壳下降。到了离至今大约2．5亿年(早三叠纪)，在海西运动影响下，海南地壳再次上升。晚三叠纪以前，海南本属地台区。到了晚三叠纪末，因地球的一场大规模的地质构造运动(印支运动)，海南地台区转化成地洼发育阶段。距今约7000万年(白垩纪)时，又发生一次大规模的构造运动(燕山运动)，地壳发生断裂。距今200～300万年前（皮亚琴期）时，地壳又发生大规模运动，在约100万年前的第四纪初期，这里发生断层，雷琼陆桥断陷而形成琼州海峡，海南岛才和大陆分开，独立成为一个大岛。

### 构造带

#### 东西向
王五—文教构造带、昌江—琼海构造带、九所—陵水构造带、尖峰—吊罗构造带 。

#### 北东向
北东组构造带、北北东组构造带

#### 北西向
东寨港—清澜断裂带、尖峰岭—石门山断裂带 、乐东—田独断裂带、白沙—陵水断裂带 、儋州—万宁断裂带、龙坡—翰林断裂带

#### 南北向
琼东南北向构造带、琼中南北向构造带  、琼西南北向构造带

## 水文
主条目：海南沿海诸河

海南岛地势中高周低，海南岛河流多发源于中部山地，呈现辐射状分布。岛上河流一共有214条，全岛入海的河流154条，其中流域面积超过100平方千米以上的河流89条，流域面积超100平方千米并且独流入海的河流有39条，其中海南岛北部的南渡江、海南岛西部的昌化江、海南岛的东部的万泉河的流域面积就已经占全岛面积的47%。海南省的河流总长22397.97千米。南渡江长311千米；昌化江长230千米；万泉河长163千米。海南省三沙市没有一条河流。海南岛上天然湖泊很少，总面积为8.32平方千米；人工水库居多，总面积为607.70平方千米；松涛水库、牛路岭水库、大广坝水库和南丽湖等，都是海南较为著名的人工水库。

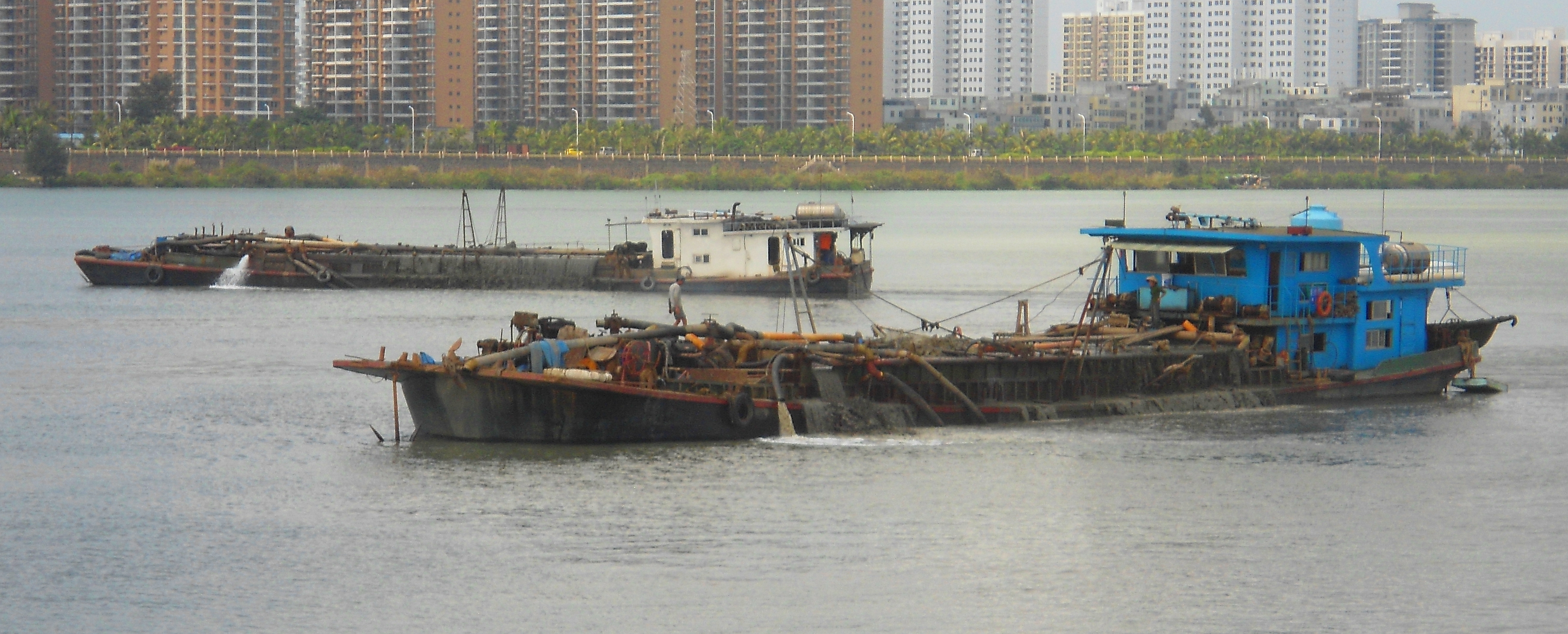
南渡江
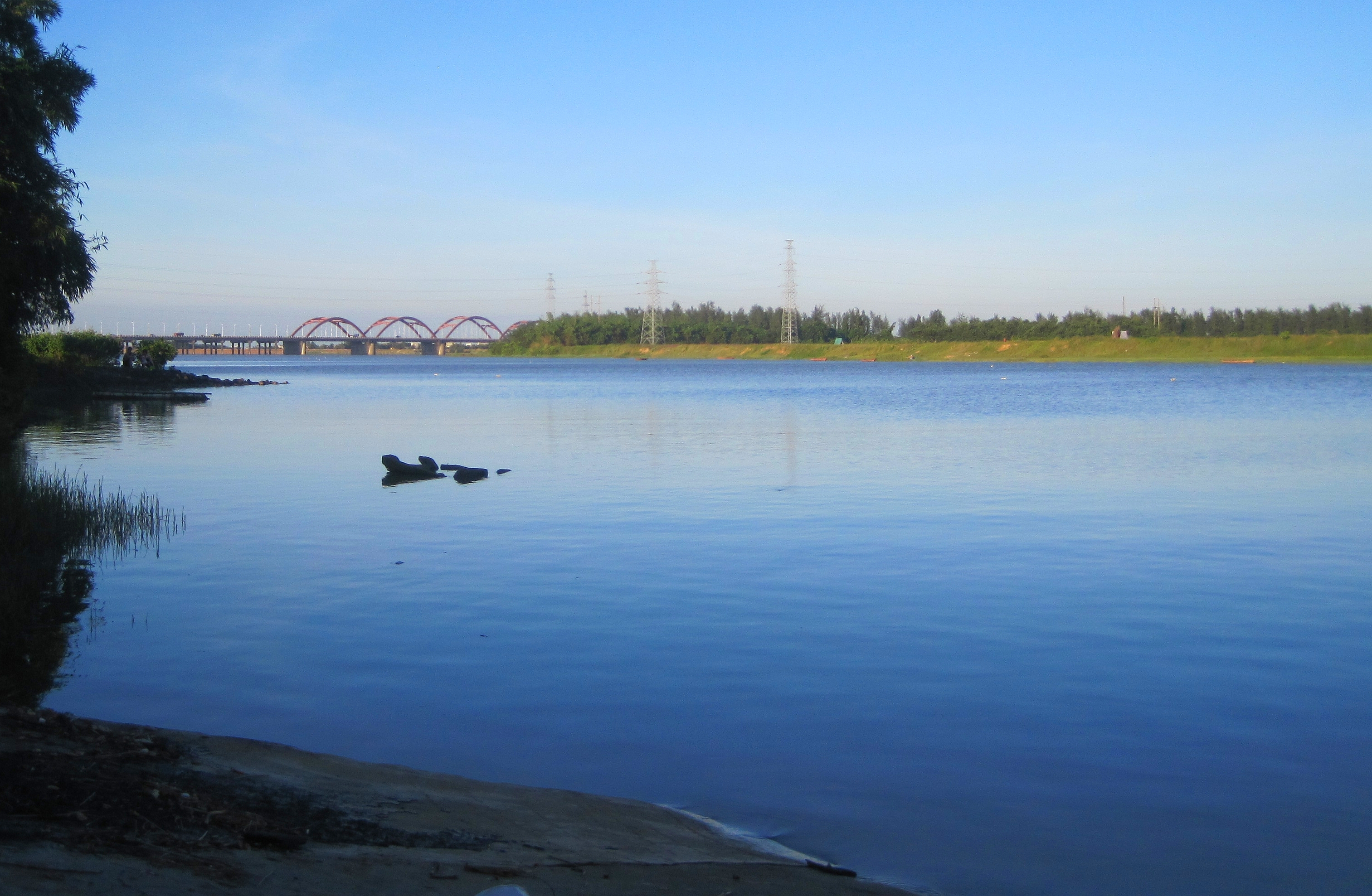
南渡江
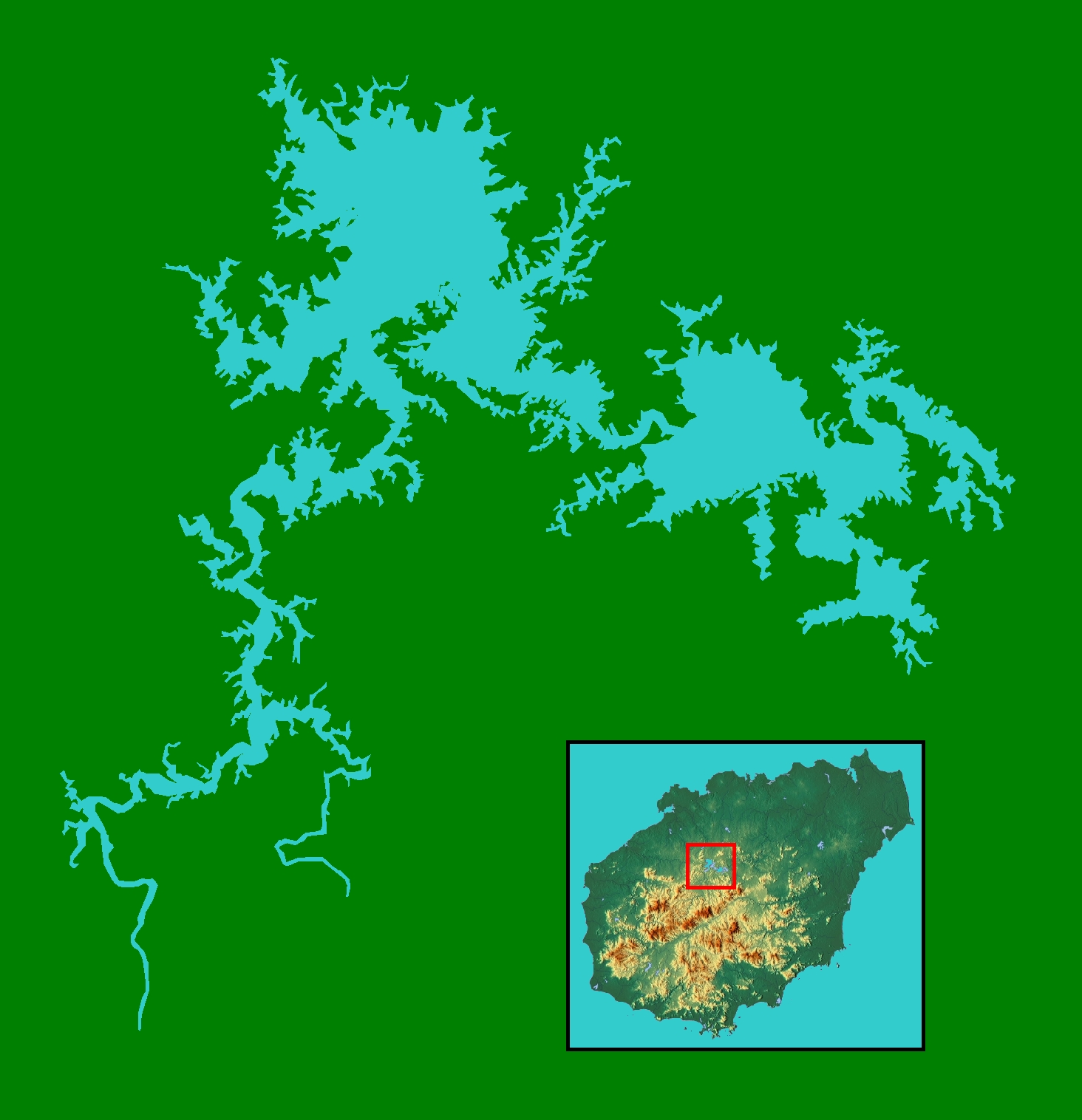
松涛水库

下表是长度超过 50 千米之河流的各项数据。來源不同的河長數據往往會有相當程度的誤差，使用時應謹慎。
| |          |          |          |
| \| 地區顏色 \| 地區顏色 \| 地區顏色 \| 地區顏色 \| \| -------- \| -------- \| -------- \| -------- \| \| 海南北部 \| 海南西部 \| 海南南部 \| 海南東部 \| |          |          |          |
| 地區顏色 |          |          |          |
| 海南北部 | 海南西部 | 海南南部 | 海南東部 |

|     | 河川名 | 長度 (千米) | 流域 面積 (km²) | 平均 流量 (m³/s) | 落差 (m) | 源頭         | 最終注入 | 流域涵蓋縣市                                                        |
| --- | ------ | ----------- | --------------- | ---------------- | -------- | ------------ | -------- | ------------------------------------------------------------------- |
| 1.  | 南渡江 | 311         | 7176            | 209.0            | 703      | 白沙縣南峰山 | 瓊州海峽 | 白沙縣、瓊中縣、儋州市、澄邁縣、 定安縣、海口市瓊山區、至三聯村出海 |
| 2.  | 昌化江 | 230         | 5070            | 122.0            | 1272     | 琼中县空示岭 | 北部湾   | 瓊中縣、五指山市、樂東縣、昌江縣、 至昌化港出海                     |
| 3.  | 万泉河 | 163         | 3683            | 166.0            | 1220     | 琼中县五指山 | 南中國海 | 瓊中縣、萬寧市、瓊海市、至博鰲港出海                                |
| 4.  | 宁远河 | 90.2        | 984.7           | 18.4             | 1101     | 保亭县甘蔗山 | 南中國海 | 保亭縣、三亞市、至崖州区出海                                        |
| 5.  | 望楼河 | 87.0        | 827.0           | 13.6             | 800      | 乐东县尖峰岭 | 南中國海 | 樂東縣、至樂羅鎮出海                                                |
| 6.  | 珠碧江 | 85.5        | 1101            | 19.2             | 605      | 白沙县南高岭 | 北部湾   | 儋州市、至海頭鎮出海                                                |
| 7.  | 太阳河 | 82.5        | 576.3           | 23.8             | 876      | 琼中县飞水岭 | 南中國海 | 瓊中縣、萬寧市、至新潭村出海                                        |
| 8.  | 陵水河 | 75.7        | 1121            | 47.4             | 1059     | 保亭县峨隆岭 | 南中國海 | 保亭縣、陵水縣、至水口港出海                                        |
| 9.  | 文澜江 | 71          | 795             |                  |          | 儋州市马鞍岭 | 琼州海峡 | 儋州市、臨高縣、至博鋪港出海                                        |
| 10. | 北门江 | 62          | 653             |                  |          | 琼中县鹦歌岭 | 南中國海 | 瓊中縣、儋州市、至黃玉村出海                                        |
| 11. | 藤桥河 | 57.9        | 705.5           | 18.3             | 1284     | 保亭县峨月岭 | 南中國海 | 保亭縣、三亞市、至海豐村出海                                        |
| 12. | 文教河 | 56          | 522             |                  |          | 瓊山區樹德頭 | 南中國海 | 海口市瓊山區、文昌市、至清瀾港出海                                  |
| 13. | 春江   | 54          | 550             |                  |          | 儋州市高石岭 | 北部湾   | 儋州市、至新州鎮出海                                                |

## 气候
主条目：海南气候、南海气候

### 区划
20世纪80年代初，因为农业改制，曾把海南省依据气候划分成若干区域进行来评价灾业方面的利弊与方法。由于侧重点不同，以及根据研究对象的不同，因而有着不同的气候区划。如高由禧划分出5个气候区，何大章等人划分出8个气候区，丘宝剑、卢其尧划出23个气候区等不同区划。
以下经供参考。
气候带：热带(全省);
细分：中热带（儋州市海头镇、白沙荣邦乡、邦溪镇昌江除王下乡、东方市、乐东除志仲、万冲镇、三亚市、保亭南部、陵水除本号镇、万宁东部三沙市西沙区）赤道热带(三沙市南沙区)边缘热带(剩余地区)
干湿区：湿润区(海南岛大部与三沙市)、半湿润区（儋州市海头镇、白沙荣邦乡、邦溪镇昌江除王下乡、东方市东郭、乐东除志仲、万冲镇、三亚市南方大部)半干旱区（东方市西部）。
气候区：北部边缘热带湿润区润气候区（定安县、临高县、琼海市、澄迈县、海口市、文昌市全域和儋州市北部万宁市东北部屯昌县大部分）
中部山地边缘热带湿润区（琼中黎族苗族自治县、五指山市、白沙黎族自治县、儋州市中南部、昌江黎族苗族自治县、保亭北部、乐东边缘）
东南沿海中热带湿润区（万宁陵水大部）
南部内陆中热带湿润区（保亭南半部、三亚北缘，陵水西缘）
西部中热带内陆半湿润区（昌江大部、东方中部、儋州乐东白沙小部）
西南部中热带内陆半湿润区（三亚西部、乐东大部、东方小部）
南部中热带内陆半湿润区（三亚东半部分）
西部中热带沿海半干旱区（东方市西半部与昌江西一小部）
赤道热带湿润区（三沙市）

### 图表

#### 年平均气温
x轴单位年，y轴单位℃。

#### 年均降水量
x轴单位年，y轴单位mm。

#### 年平均日照
x轴单位年，y轴单位h。参考文献：。

### 海南岛

#### 温度
海南省全省处于热带地区，属于热带季风海洋性气候。每年温差小于15摄氏度。长夏无冬，年平均气温23~25℃，气温变化小，等温线呈显弧线分布。海南岛入春早，全年没有霜冻，冬季较为温暖，水稻可以三熟。海南省最冷月为一、二月份的冬季，气温略降到至16~21摄氏度；最热月为七、八月，平均温度为25~29摄氏度。除了海南岛中部的山区，海南省年每日平均气温均超过10摄氏度，也是少数全境不下雪的省份。不过海南岛并不是没下过雪，在明清时期的小冰期。根据古代人作品以及记载，分别在1506年（明正德丙寅年•万宁）、1512年（明正德申壬年•万宁）、1636年（明崇祯丙子年•临高）、1683年（清康熙癸亥年•文昌）、1684年（清康熙甲子年•临高）、1703年（清康熙癸未年•琼山）、1815年（清嘉庆乙亥年•澄迈）、1893年（清光绪癸巳年•琼山）都记载过下雪。，中华人民共和国成立以来，还没出现下雪现象，也有低于0℃的时候，1963年1月15日极端最低气温出现在白沙牙叉镇，为-1.4℃；进入21世纪，在2021年1月14日，琼中黎母山镇黎母山林场观测站观测到-0.3℃，也是最近一次记录低于0℃以下的。因海南在热带，中部山地气温较低以外，其余都是温度较高，海南岛有两个高温中心，一个位于北部澄迈、西北的儋州到昌江一带，另一个位于南部内陆的保亭黎族苗族自治县。极端最高气温往往在4-5月，2021年5月昌江七叉镇出现44.2℃高温，是海南有观测资料以来的最高值。

#### 降水
在夏季季风影响，岛上降水从东向西减少；受地形影响，降水廣泛集中於東部，西南部降水少。岛旱季雨季明显。年降水量在1500~2500mm相间，海南岛的西部沿海地厂入一年降水量约1000mm相间。春冬多旱，夏秋多雨，当然在雨季时也可能有干旱。一般雨季在5月份到10月份出现，11月份到第二年的4月份为海南岛的旱季。海南岛西部地区的干旱尤为严重。万宁市西部到琼中黎族苗族自治县一带为多雨区，东方市沿海为少雨区。多雨区的琼中黎族苗族自治县年平均降水量约有2440mm，1964年达5525.5mm。少雨区的平均降水量约1000mm左右。海南岛以热雷雨、台风雨为主，海南岛主要的雨水来源为热雷雨和台风雨，热雷雨可占全年雨量的1/2左右，台风雨占年雨量的3/10~1/2之间。

#### 日照与辐射
地处低纬度海南，太阳高度角大，因而太阳的年总辐射量大。海南全年有效辐射值约2100～2600MJ/㎡之间。海南岛均日照时数2200小时左右，光照率为1/2～3/5之间。西部沿海为多日照区，中部山区为少日照区。夏季日照时数较多，冬季较少。海南省年均气温高，积温多，热量高。海南省月均温≥10℃的积温除了只有8150℃琼中黎族苗族自治县外，剩余地区都在8300℃以上。喜温、喜热作物在海南都可满足所需要的热量。

### 南海
南海地处低纬度地域，属于热带深海。南海海水表层水温较高从25℃到28℃左右，年温差3℃到4℃，盐度为35‰，潮差平均2米。南海诸岛属热带季风气候，三沙的年平均温度为26℃。月平均最低温度在1月，西沙约为23℃，南沙约为25℃。西沙月平均最高温度月是5和6月，南沙月平均最高气温是在4月和5 月。西沙群岛的永兴岛年平均气温26.5℃，最低温度13.9℃，均温≥10℃的积温最高温度34.9℃西沙永兴岛积温达9000℃。 6月到9月悬南海的台风季节，8、9月最为频繁，同时也是南海飑线经常发生时期。南海海区降水充足，年均降水量在1200～3300mm。

## 人口民族

### 人口概况
截至2020年11月1日零时，在第七次全国人口普查数据中，海南省常住人口1008.12万人。城镇人口607.6万人，占比60.27％，农村人口400.53万人，占比39.73％。汉族常住人口为849.8241万人，占84.3%;各少数民族人口为158.2991万万人，占15.7%。男性人口有534.51万，女性人口有473.5万性别比112.86。家庭户规模3.06人/户。常住人口最多城市是省会海口，最少三沙市。
户籍人口总共9532613人，男性4966784人，女性455829人。汉族7819491人，少数民族173122人，其中黎族1538684人，为少数民族最多的民族；苗族81698人，壮族42134人，回族15740人，其他少数民族34866人，少数民族占总人口比重17.97％，比重最多的城市为五指山市，为73.91％，比重最少的城市为临高县，为0.21％。
文盲率3.25％，出生率10.36％ ，死亡率5.85％，自然增长率4.51％ 人口总负担系数43.69％，平均预期寿命79.05岁。
以下图表经供参考，数据为户籍人口。
（参考资料：1342-1986参考1993、2002参考2011-2019参考2020年参考）
以下仅供参考紫色为常住人口，橙色为城镇常住人口。y轴单位人，x轴单位年。

### 人口发展史

#### 民族渊源
海南岛如今的居民是从中国大陆和其他地方在不同历史时期迁入。关于海南最早的居民目前还有争议，但比较普遍的认为海南岛最早的居民是黎族。黎族大约在新石器时代或以前从两广大陆沿海地区陆续迁入海南岛。
明朝嘉靖时期为了镇压岛上的起义，派遣苗人作为军队调入海南岛，后来留居岛上，也就是如今的苗族。
回族则是在古代的海上丝绸之路频繁交往中，海南岛成为主要重镇，祖先占婆国占族人的商人贸易以及穆斯林的迁徙，有些世代居住下来。唐宋之后，占族人开始信奉伊斯兰教。明朝时，越南的政权兼并占婆国，许许多多占族人跨海避难来到海南，形成回族，后来由于清朝许多次的教难，许多回族离开，剩下的被海南其他民族同化。汇集到三亚南部沿海，形成三亚回族。
汉族由于不同历史时期、地域迁入，因此主要看方言区分。从讲海南话人口可知，在海南主要是闽南汉族人。还有与黎族血缘关系近亲的汉族的讲临高话的人，讲临高话人曾被称为熟黎，生活在古雒越人的东缘的可能是海南讲临高话人的祖先。除了以上，岭南汉人后代儋州话人群、大多来自西南汉族地区讲军话的人群、讲客家话的人等都是不同历史时期、地域迁入汉族人。因此，海南早期先民与岭南当时的百越民族渊源是极深的。
如今在海南的其他民族，主要都是海南岛解放（海南岛战役）后，在岛的工作人员和移民。就如大部分少数民族在20世纪50、60年代随建设大军迁来。

#### 人口变迁
汉代汉武帝平定南越后，元封元年设立珠崖、儋耳两郡来管理海南，汉族大规模迁入海南也开始于此时。新朝时期，曾把一部分中原“罪人”迁入海南岛。东汉末年时军阀割据到南北朝时期，中原的战争频繁，海南离中原地区远，交通不便，免于战乱，避难逃荒的人增多，三国时迁居海南有几万户。东晋时期的就有10多户移居海南隋朝时中央十分重视边疆开拓，深入海南腹地、完善建置，使移居海南的人增多。这些移民除汉族外，还有黎族组成的俚人。唐朝更加重视开拓，迁居海南岛的，晚唐最多，移居人员复杂，有驻防军人、官员以及家属、商人等。五代十国时期，从中原避乱的世族有陈、张、王、杜、曹等12姓，大多数在如今儋州的后水湾西部，以种植业为主。宋朝移民海南来源，主要是从征戍守、经商、政治原因被贬、福建渔民移民、回民入居、中原战乱等。元朝时，一方面流放“政治犯”，另一方面因为黎族连年不断的暴动对黎族人民进行前所未有的武装镇压，使新隶户籍多了许多黎人，除此之外，还采取军队屯田，以防止黎族反抗，为此久居。明朝想在海南岛废除世袭土酋，改成土官制度，但黎族人民纷纷起来反对，对此，朝廷曾派马澄率兵数万，包括广西苗瑶射手，大举进攻黎族生活的地方。派遣到海南的军队以及中原各地官吏充军，成为主要移民；加镇压此后很多人留在海南屯田，苗族也成了海南世居居民。 清初，统治者在海南岛黎族居住的部落(黎峒)设置总管、哨官、黎长或者甲长来加强管理。由于社会稳定，海南岛进入大批移民，争夺地盘，土地日渐减少，导致移居海南岛的人有217万人，而道光时期才1250854人，可耕土地的减少使部分居民开始迁居海外。鸦片战争爆发后，《天津条约》让琼州(今海口市)被辟为通商口岸，帝国主义列强先后进入海南城市乡村。外货不停的输入，使海南失业人数增多，让许多居民只能漂泊海外。
民国统治时期，尤其是南京国民政府时期，对海南的社会统治力度比以前任何朝代强的。相对当时大陆，没有频繁的战争，社会较为稳定，逃来海南避难的人较多。1939年，海南被日侵占，多达20多万人抗日军民被杀害；1946年，蒋介石公开撕毁《双十协定》，国民政府并于1946年6月26日以大举围攻中原解放区为起点，掀起内战，公开发动全面进攻解放区，内战全面爆发。连绵不断的战争和天灾，海南人口下降，直至1949年才开始回升。
海南解放（海南岛战役）后，人民生活有了改善，人口呈现高速回升。在建设发展海南过程中，曾多次组织来海南移民发展。例如知识青年上山下乡、“橡胶热”、“垦荒热”等。除了1958年经济政策的失误，人口出生率下降、死亡率较高外，至今都在呈正增长发展。海南建省后，在“经济特区”“海南自由贸易港”等政策加持下，大批大陆人口涌入海南，成为海南建设主力军的一部分
主条目:南海争端、西沙群岛、中沙群岛、南沙群岛
海南漁民經常到南海作業，清代漁民航海手冊《更路簿》便有記錄西沙群島38個島礁的名稱，如永興島就被漁民命名為「猫注」，珊瑚島則被命名為「老粗峙」，而不同版本的《更路簿》皆稱西沙群岛的永乐群岛为“石塘”。1912年，广东省警察厅长陈景华令警厅组成警察队20人，备足弹药装备赴永兴岛守护，并约定由海军按期运送粮食淡水，这是中国警察首次驻守西沙。宋明以來，中沙群島被稱為「千里長沙」。明代《鄭和航海圖》把中沙群島稱為「石星石塘」。清代谢清高在《海录》中把中沙群岛称作「红毛浅」南沙群島一直為中國漁民所使用，一些大的島上都有中國漁民建的廟和打的水井等。由此可知，這些島礁是中國固有領土。

### 华侨
海南省华侨人数比例第二的省，截至2020年，就有390万华侨同胞，东南亚占比80％。归桥、桥眷120万人。主要分布在东部沿海市县。

## 语言与宗教
主条目：海南省
海南居民语言种类多，主要使用的本土方言和民族語言有至少11种。
1. 琼语（海南话）：又稱海南閩語，即狭义的海南方言，属汉藏语系汉语族闽语的分支，與閩南語比較接近。海南话在海南全省使用最广泛、使用人数最多，全島有500多万各族居民通用，主要分布在海口、琼山、文昌、琼海、万宁、定安、屯昌、澄迈等市县的大部分地区和陵水、乐东、东方、昌江、三亚等市县的沿海一带地区。在不同地方，海南话语音和声调有所不同。海南话和闽南语有一定历史渊源，在独立分列前曾长期被当作闽南语的方言[61]。
2. 黎語：属侗台语系黎語支，是黎族人的民族語言，有美孚、加茂等5个方言。使用人口70多萬，主要分布在琼中、保亭、陵水、白沙、东方、乐东、昌江等自治县和三亚市、通什市。也有學者視加茂方言為獨立語言。
3. 临高话：属壮侗語系壮傣语支，比较接近壮语，是臨高人的母語。约50万人使用，主要分布在临高县境内。
4. 儋州话：属汉藏语系汉语族的粤语系统，但與粵語广州话差別很大。约70万人使用，僅分布在儋州、东方等市县的沿海一带地区。
5. 琼山村话：又称琼山土语、翁貝話，属侗台語系，与临高话相近。约11万人使用，主要分布在琼山市的羊山地区和海口市郊西部的长流、荣山、新海、秀英等地区。琼山地区的“村话”不同于东方和昌江地区的“村话”（仡隆語），是兩種不同語言。
6. 军话：為汉藏语系汉语族官話系統的西南官话的一個獨特分支，混合了許多南方方言的特點，是古代从大陆充军来海南岛的士兵和仕宦留下的南北混合方言。10万多人使用，主要分布在昌江县、东方市、儋州市的部分地区。
7. 仡隆語：又称村话、哥隆话，属侗台语系仡央语族。约8万人使用，主要分布在东方市、昌江县昌化江下游两岸。
8. 勉語：属汉藏语系苗瑶语族瑶语支，是一種瑤語方言。主要在海南省中部、南部地区各市县的约5万當地苗族（實際上為瑤族支系）中通用。
9. 客家話：属汉藏语系漢語族贛客語支，主要分布在儋州市南豐鎮，使用人口約2萬。
10. 迈话：属汉藏语系汉语族的粤语系统，邁話是一種混有客家話的粵語方言，但其總體比较接近粵語广州话。使用人口1萬多人，分布很不广泛，目前只有三亚市市郊的崖城和水南一带少數居民使用。
11. 回辉话：目前学术界认为属南岛语系，是南島語系语群中的一个独特语言，有聲調。据《琼州府志》记载，回辉话是大约在宋、元朝期间从占婆國（後來被越南人吞併）迁来的占族人使用而流传下来的占族混合语言，当时汉人称之为“番语”。现在，海南的回輝人（被政府認定為回族，實際上為東南亞占族的後裔）有约6000人使用回輝話，主要分布在三亚市回辉、回新2个村，還有白沙县、万宁市的少数回輝居民使用。
12. 富馬话：又稱付馬話，屬汉藏语系汉语族贛客語支。富馬話是一種以贛語、客家語成分為主體并摻有不少仡隆語（村话）、粵語、閩語的贛客方言。使用人口僅1000多人。分布在東方市四更鎮的付馬村。
13. ：又稱水上話，屬汉藏语系汉语族粤語，與粵語广州话略有區別，但基本可互通，海南有三处生活的地方，分别位于海口海甸港、陵水新村港以及三亚港一带。[62] [63]
14. 普通话：海南省通用语言，属于漢藏語系漢語族官話北京官话（現代標準漢語），普通话普及率为82.03%，文化普及的好处是消除了人与人之间的交流隔阂，有利于各地交流，使发展更加有利；但是也给当地的方言带来使用减少甚至让人淡忘。

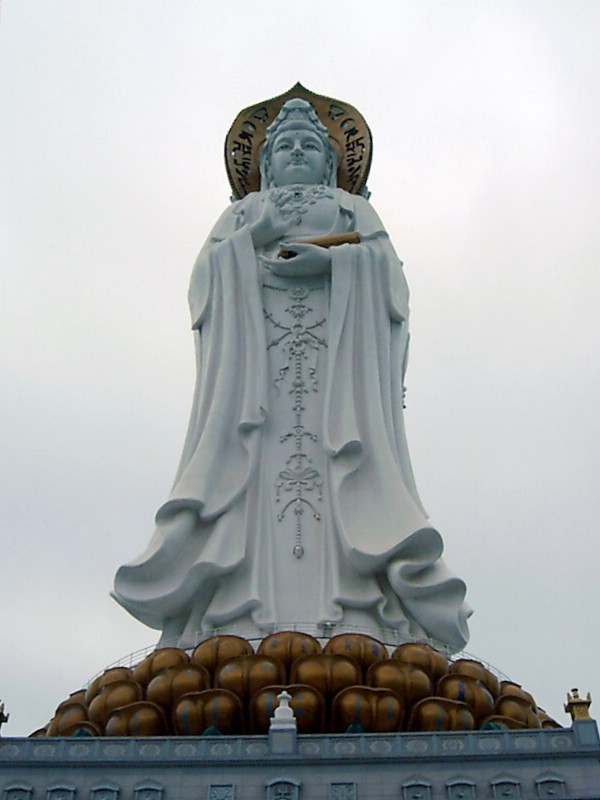
世界最大白衣观音造像，坐落于三亚，于2005年4月24日开光

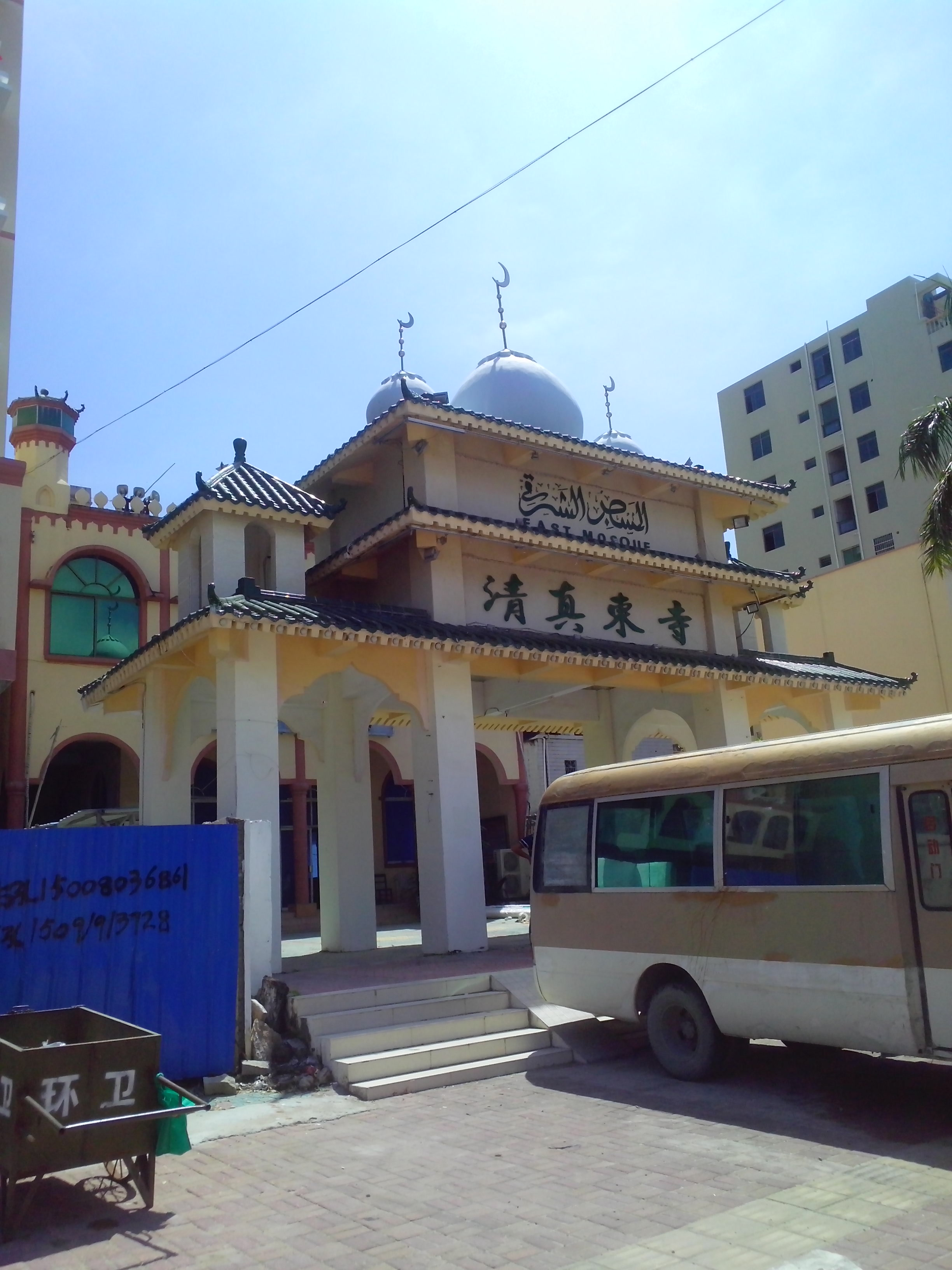
三亞東清真寺

在内地文化还未深入海南岛之前，海南岛的黎苗地区盛行原始崇拜，尤以祖先崇拜与自然崇拜为主，崇拜对象繁多，生产生活中处处伴随着原始崇拜，影响很深，处于原始宗教信仰阶段。
748年，汉传佛教传入海南，道教紧随其后传入海南。鉴真第五次东渡失败而来到海南，他的努力促成了海南唐宋时期佛教的兴旺，现有佛教徒10000人。而道教现在已经被本土化，民间化。宋元时期，妈祖信仰随着更多内地移民的到来而登陆，在各地都留下了遗迹。
作为海上丝绸之路的中转站，海南盛产香料，来自印度古吉拉特邦的商人首先把伊斯兰教传入了海南，中亚细亚与印度支那的穆斯林也推动了传教。现在，在三亚回新乡和回辉乡约有6500名回族穆斯林，他们属于逊尼派中较为保守的伊赫瓦尼派。
1630年，葡萄牙耶稣会派遣神甫比尼来琼传教，天主教传入海南。自传入起，法意西葡四国共派遣超过20名神甫传教，到了清朝，全岛天主教信徒已发展到5000余人。清末民初时期，天主教会在海南多地购置房产，设置堂口。1950年后，外籍神甫相继以各种理由被驱逐，逐渐由华裔神甫代替，信众仅剩4100人。基督新教则于1881年传入海南，美籍丹麦牧师冶基善设立中华基督教琼海区会，由美国基督教长老会领导。冶基善将海南第一个福音堂设立在了儋州。随着基督教的逐渐发展，现在信众已有35000人。
中华人民共和国成立后，随着土地改革与文化大革命，各宗教场所的收入与处境日益不容乐观，到文化大革命的高潮，全岛的所有宗教活动几乎都已经停止。文化大革命结束后，海南的宗教组织开始重建，现有上百座宗教活动场所与三十多个宗教团体。

## 行政区划
海南省现辖4个地级市，以及15个由海南省直辖的县级行政区，包括5个县级市、4个县、6个自治县。海口市、三亚市、三沙市共下设10个市辖区。
- 地级市：海口市、三亚市、三沙市、儋州市
- 县级市：五指山市、琼海市、文昌市、万宁市、东方市
- 县：定安县、屯昌县、澄迈县、临高县
- 自治县：白沙黎族自治县、昌江黎族自治县、乐东黎族自治县、陵水黎族自治县、保亭黎族苗族自治县、琼中黎族苗族自治县

| 海南省行政区划图 | 海南省行政区划图             | 海南省行政区划图      | 海南省行政区划图                           | 海南省行政区划图      | 海南省行政区划图      | 海南省行政区划图  | 海南省行政区划图 | 海南省行政区划图   | 海南省行政区划图   | 海南省行政区划图   |
| --- | ---------------------------- | --------------------- | ------------------------------------------ | --------------------- | --------------------- | ----------------- | ---------------- | ------------------ | ------------------ | ------------------ |
| 海口市 三亚市 三沙市 儋州市 五指山市 琼海市 文昌市 万宁市 东方市 定安县 屯昌县 澄迈县 临高县 白沙黎族 · 自治县 昌江 · 黎族 · 自治县 乐东黎族 · 自治县 陵水黎族 · 自治县 保亭黎族 · 苗族自治县 琼中黎族 · 苗族自治县 █ 省直辖县级行政区 |                              |                       |                                            |                       |                       |                   |                  |                    |                    |                    |
| 代码 | 名称 (仅通用名称)            | 汉语拼音 (仅通用名称) | 黎语 (仅通名)                              | 土地面积 （平方公里） | 常住人口 （2020年末） | 政府驻地          | 市辖区           | 乡级行政区         | 乡级行政区         | 乡级行政区         |
| 代码 | 名称 (仅通用名称)            | 汉语拼音 (仅通用名称) | 黎语 (仅通名)                              | 土地面积 （平方公里） | 常住人口 （2020年末） | 政府驻地          | 市辖区           | 街道               | 镇                 | 乡                 |
| 460000 | 海南省                       | Hǎinán                | Haeisnaems                                 | 35,177.22             | 10,081,232            | 海口市 （琼山区） | 10               | 1                  | 153                | 21                 |
| — 地级市 — |                              |                       |                                            |                       |                       |                   |                  |                    |                    |                    |
| 460100 | 海口                         | Hǎikǒu                |                                            | 2,284.27              | 2,873,358             | 秀英区            | 4                | 仅区辖乡级行政区划 | 仅区辖乡级行政区划 | 仅区辖乡级行政区划 |
| 460200 | 三亚 （黎族）                | Sānyà                 | Damxax (Has)                               | 1,918.37              | 1,031,396             | 吉阳区            | 4                | 无乡级行政区划     | 无乡级行政区划     | 无乡级行政区划     |
| 460300 | 三沙                         | Sānshā                |                                            | 13                    | 500                   | 西沙区 （永兴岛） | 2                | 仅区辖乡级管委会   | 仅区辖乡级管委会   | 仅区辖乡级管委会   |
| 460400 | 儋州                         | Dānzhōu               |                                            | 3,394.41              | 954,259               | 那大镇            |                  | 1                  | 16                 |                    |
| — 县级市 — |                              |                       |                                            |                       |                       |                   |                  |                    |                    |                    |
| 469001 | 五指山 （通什） （黎、苗族） | Wǔzhǐshān (Tōngzá)    | Hwousbapuens (Congscaen) (Gheis, Mieuxdok) | 1,130.81              | 112,269               | 通什镇            |                  |                    | 4                  | 3                  |
| 469002 | 琼海                         | Qiónghǎi              |                                            | 1,710.14              | 528,238               | 嘉积镇            |                  |                    | 12                 |                    |
| 469005 | 文昌                         | Wénchāng              |                                            | 2,459.18              | 560,894               | 文城镇            |                  |                    | 17                 |                    |
| 469006 | 万宁                         | Wànníng               |                                            | 1,899.86              | 545,992               | 万城镇            |                  |                    | 12                 |                    |
| 469007 | 东方 （黎族）                | Dōngfāng              | (Moeifau)                                  | 2,272.62              | 444,458               | 八所镇            |                  |                    | 8                  | 2                  |
| — 县 — |                              |                       |                                            |                       |                       |                   |                  |                    |                    |                    |
| 469021 | 定安                         | Dìng'ān               |                                            | 1,196.46              | 284,690               | 定城镇            |                  |                    | 10                 |                    |
| 469022 | 屯昌                         | Túnchāng              |                                            | 1,223.97              | 255,335               | 屯城镇            |                  |                    | 8                  |                    |
| 469023 | 澄迈                         | Chéngmài              |                                            | 2,076.28              | 497,953               | 金江镇            |                  |                    | 11                 |                    |
| 469024 | 临高                         | Língāo                |                                            | 1,343.33              | 420,594               | 临城镇            |                  |                    | 11                 |                    |
| — 自治县 (qiji-gwaeis) — |                              |                       |                                            |                       |                       |                   |                  |                    |                    |                    |
| 469025 | 白沙 （黎族）                | Báishā                | Bheduax (Hyuuen)                           | 2,115.66              | 164,699               | 牙叉镇            |                  |                    | 4                  | 7                  |
| 469026 | 昌江 （黎族）                | Chāngjiāng            | (Moeifau)                                  | 1,620.51              | 232,124               | 石碌镇            |                  |                    | 7                  | 1                  |
| 469027 | 乐东 （黎族）                | Lèdōng                | Lokdhongs (Has)                            | 2,765.53              | 464,435               | 抱由镇            |                  |                    | 11                 |                    |
| 469028 | 陵水 （黎族）                | Língshuǐ              | (Deixtoux)                                 | 1,107.88              | 372,511               | 椰林镇            |                  |                    | 9                  | 2                  |
| 469029 | 保亭 （黎、苗族）            | Bǎotíng               | (Deixtoux, Mieuxdok)                       | 1,166.67              | 156,018               | 保城镇            |                  |                    | 6                  | 3                  |
| 469030 | 琼中 （黎、苗族）            | Qióngzhōng            | (Gheis, Mieuxdok)                          | 2,704.16              | 179,586               | 营根镇            |                  |                    | 7                  | 3                  |
| 注：三沙市管辖南海各岛礁，但实际上仅实际控制其中部分岛礁，参见南海爭議、南海各方行為宣言等条目。 |                              |                       |                                            |                       |                       |                   |                  |                    |                    |                    |

## 经济
主条目：海南省

## 交通
主条目：海南省
2020年，为海南加快构建现代综合交通运输体系，国家发改委编制了海南现代综合交通运输体系规划。
公路
公路是海南的主要交通方式，全省通车公路里程达1.76万公里，海南环岛高速公路已于1999年全线贯通。此外各级公路直通各港口、市、县。現時，海南省正籌備興建瓊州海峽跨海通道。大橋分為上下兩層，可同時讓汽車及鐵路使用，將會連接海南省澄邁縣至廣東省湛江市徐聞縣。大橋落成後，來往海南省至廣東省的時間只需二十分鐘。。
铁路
海南环岛高速铁路已于2015年全线通车，此外还有运营轮渡粤海铁路和普速的海南西环铁路。
目前正谋划建设贯穿海南中部的海南中线高速铁路和横向的海南横线高速铁路，与海南环岛高速铁路共同组成“田”字形高速铁路网
海运
全省共有68个天然港湾，已开辟港口24个，其中以秀英、三亚、八所、洋浦四个港口为最大。
航空
總部設於海口的海南航空是海南省唯一一家基地航空公司，通航航線覆蓋五大洲。
海南省共有4个民用机场
- 海口的海口美兰国际机场
- 三亚的三亚凤凰国际机场
- 琼海的琼海博鳌机场
- 三沙的永兴岛机场